# SJS-1

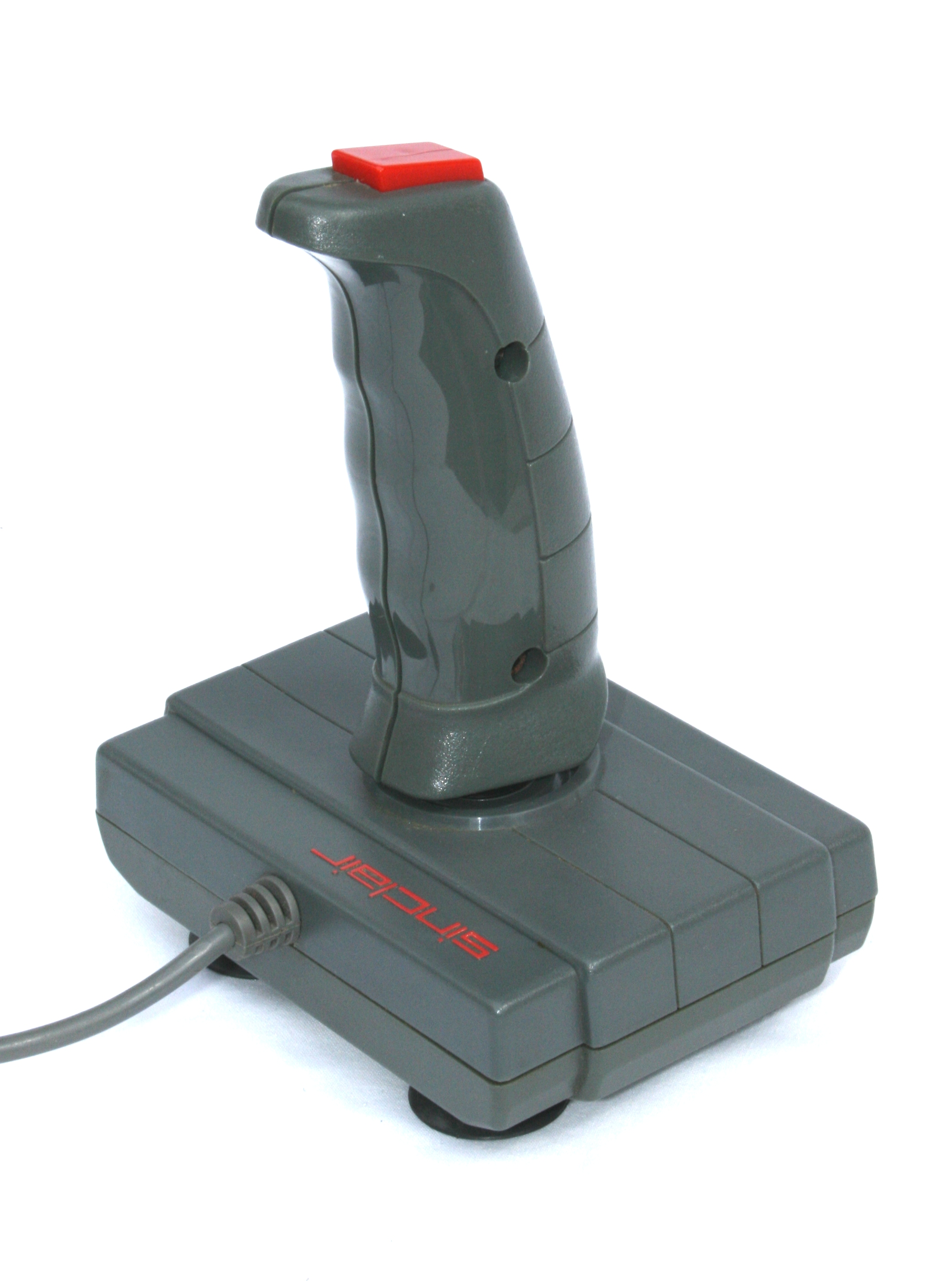
Joystick SJS-1

SJS-1 (Sinclair Joystick System-1), označovaný také jako Sinclair SJS-1, je joystick pro počítače Sinclair ZX Spectrum +2, Sinclair ZX Spectrum +2A a Sinclair ZX Spectrum +3 vyráběný firmou Amstrad. Konektor pro připojení k počítači není kompatibilní se standardem Atari, má jiné rozložení pinů. Joystick byl vyráběný ve dvou barvách, šedé a černé.
Jedná se o digitální joystick s jedním tlačítkem.